# Simona Halep
Simona Halep (Constanza, 27 de septiembre de 1991) es una ex-tenista rumana. Ostenta en su haber 24 títulos en individuales de categoría WTA, incluyendo dos Grand Slam (Roland Garros 2018 y Wimbledon 2019), y 1 título en la categoría de dobles, así como también 6 títulos en individuales y 4 en dobles de categoría ITF. El 7 de octubre de 2017 se convirtió en la jugadora número 1 del ranking WTA, siendo la única tenista rumana en alcanzar esta posición en la Era Abierta. El 15 de mayo de 2017 alcanzó su mayor posición en dobles, al llegar a ocupar el puesto número 71.  
En junio de 2008, ganó Roland Garros en categoría individual júnior femenino, al derrotar a su compatriota Elena Bogdan en la final, convirtiéndose con ello en la segunda tenista rumana, después de Mariana Simionescu (campeona de Roland Garros júnior femenino en 1974), en ganar un Grand Slam en aquella categoría y la tercera tenista de su país, en ganar un Grand Slam individual femenino, ya sea de manera júnior como profesional, después de la anteriormente mencionada y Virginia Ruzici, que lo logró de manera profesional, también en Roland Garros, en la edición de 1978.
A nivel profesional, Simona ganó el Torneo de Roland Garros en 2018 y el Campeonato de Wimbledon de 2019.
En el año 2013, ganó sus primeros 6 títulos de categoría WTA, logrando una hazaña que no había sido lograda desde que Steffi Graf ganó sus primeros 7 títulos en el año 1986. Lo anterior le valió el premio a la Jugadora de Mejor Progresión de la temporada en la WTA, siendo la segunda tenista rumana en obtener dicho reconocimiento. En los años 2014 y 2015, Halep ganó el premio a la Jugadora Más Popular de la WTA. Desde Wimbledon 2017, es la tenista en activo que más semanas consecutivas ha permanecido en el Top 10 del ranking mundial.

## Biografía
Simona nació en Constanza (Rumania), siendo sus padres Stere y Tania Halep, una familia de ascendencia aromuna. Su padre Stere es propietario de una fábrica de productos lácteos. Simona comenzó a jugar al tenis a los cuatro años, emulando a su hermano mayor. Ella se describe a sí misma en su estilo de juego como "una agresiva en la línea de base", mientras que en 2010, antes de su éxito internacional, el columnista de The New York Times Michael Kimmelman la describió como "una rudimentaria jugadora de Rumania, bajita pero con potentes golpes de fondo y un gran talento". En una entrevista posterior a un partido con Serena Williams en Wimbledon 2011, la tenista estadounidense comentó que Halep "sirve bien para su altura... Tiene mucho poder en su servicio".

## Carrera profesional

### 2008

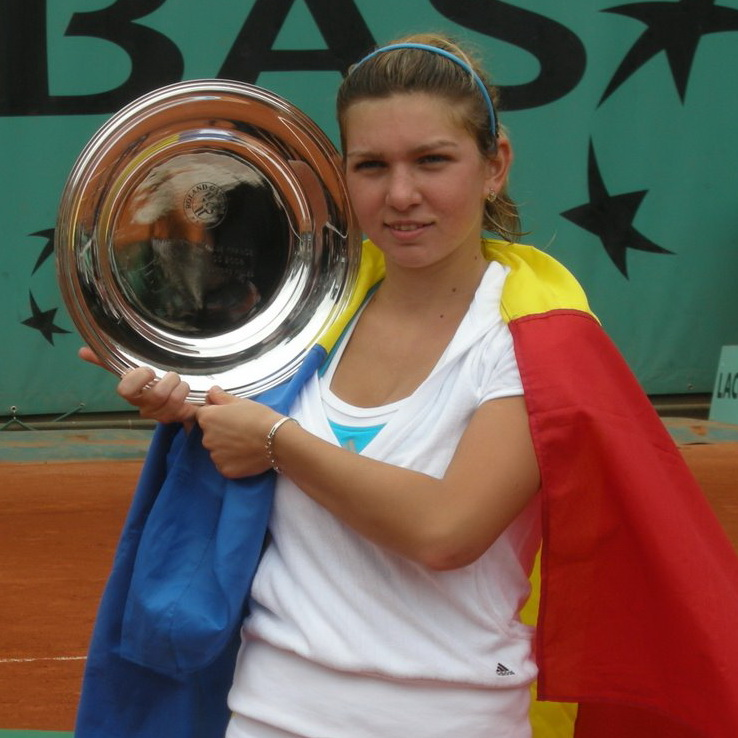
Halep con el título de categoría júnior de Roland Garros 2008

Halep comenzó el año jugando en competiciones juveniles, llegando a la final en Notting Hilldonde perdió ante Arantxa Rus, luego derrotó a Anastasiya Pavliuchenkova en los cuartos de final en el Open de Australia júnior, antes de perder en la semifinal ante Jessica Moore.Sole ganó un par de eventos en mayo y junio. En primer lugar, una victoria en la final de Trofeo Bonfiglio, ganando a Bojana Jovanovski por un marcador de 6-4 y 6-1. Luego en el Roland Garros Júnior, entró al cuadro principal en la ronda novena. En la primera ronda, derrotó a Charlotte Rodier, 6-4, 6-1, luego a Karen Barbat de Dinamarca, 6-3, 6-1, y en tercera ronda venció a Jessica Moore, 6-0, 6 -1. En cuartos de final venció a Ksenia Lykina, 6-1, 6-2, y en semifinales, derrotó a Arantxa Rus 6-3, 7-5. Cerró su participación al ganar la final ante su compatriota Elena Bogdan, 6-4, 6-7, 6-2.
La joven tenista también comenzó a entrar en los torneos de la ITF de desarrollo de alto nivel en la primavera. El éxito llegó cuando ganó dos pequeños torneos ITF de 10 000 dólares en Bucarest (1 y 3), en abril-mayo, frente a Elena Bogdan, 6-1, 6-3 y luego contra Stéphanie Vongsouthi por un marcador de 7-6, 6-3.
En el principal torneo ITF de 50 000 dólares en Bucarest (2) en mayo, Halep eliminó a la ex cuartofinalista de Roland Garros Sesil Karatantcheva en primera ronda, antes de perder en los cuartos de final ante la también rumana Sorana Cirstea en tres sets, 6-3, 3-6, 1-6. Esto fue seguido en junio por una victoria en el torneo ITF de 25 000 dólares en Suecia en Kristienhamn, al derrotar a la quinta cabeza de serie, Anne Schaefer, 6-3, 6-2 en la final.

### 2009
Halep continuó jugando en el circuito ITF todo el año, a la vez que entró en clasificatorios para los torneos WTA principal en París en febrero y Roland Garros en mayo, cayendo en segunda ronda cada vez.
En abril y mayo tuvo sus primeros éxitos reales. En primer lugar, en la prueba ITF de 50 000 dólares en Makarska, Halep comenzó su campaña con triunfos sobre Ana Vrljić de Croacia y una victoria sobre Ksenia Pervak. La tenista rumana derrotó a Anne Schäfer, 6-0, 6-0, y a la segunda cabeza de serie, Arantxa Rus, con una victoria por 7-6 y 6-4 para llegar a la final. Sin embargo, Halep perdió ante Tatjana Malek por un marcador de 6-1, 4-6, 6-4. A continuación, llegaron a los cuartos de final del torneo ITF de 100 000 dólares en Bucarest, perdiendo ante la germana Andrea Petkovic por 6-2 y 7-6.
Haciendo su primer intento de clasificarse para un torneo sénior de Grand Slam en Roland Garros, derrotó a Michaella Krajicek, 6-4, 7-5 en su primer partido, pero fue derrotada por Vitalia Diatchenko, 2-6, 6-1, 6-3 en la siguiente ronda.

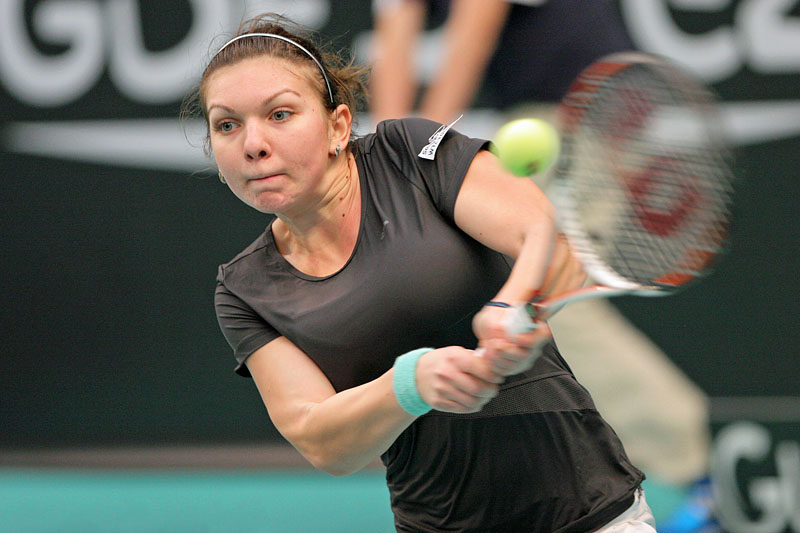
Halep en el Torneo de París en febrero de 2009.

En agosto, Peris ganó el torneo ITF de 25 000 dólares en Maribor, derrotando a Katalin Marosi de Hungría en la final por 6-4, 6-2. También alcanzaría las semifinales de los torneos indoor ITF de 50 000 dólares en Minsk y de 25 000 dólares en Opole, Polonia en noviembre.
A los casi 18 años de edad, Simona Halep decidió que su pecho era demasiado grande y estaba interfiriendo con su juego. Se sometió a una mastopexia para reducir el tamaño de su busto a 34C de una 34DD. Su decisión de reducir su busto con el fin de mejorar su juego levantó muchas críticas entre los aficionados —predominantemente masculinos— de todo el mundo, que pidieron a la tenista rumana en las redes sociales que reconsiderase su decisión. Halep respondió a las críticas: "Es el peso lo que me preocupa. Mi capacidad de reaccionar rápidamente, mis pechos me incomodan cuando juego. No me gusta en mi vida cotidiana tampoco. Me habría sometido a cirugía incluso si no hubiese sido deportista profesional". Halep también reconoció experimentar dolores de espalda a causa del peso de sus senos. Halep debutó tras su cirugía en mayo de 2010, en Roland Garros.

### 2013
En mayo accedió a cuartos del torneo WTA Premier 5 de Roma tras deshacerse de dos cabezas de serie del torneo, la polaca Agnieszka Radwańska, número cuatro del mundo, y la italiana Roberta Vinci, decimotercera clasificada. Halep consiguió eliminar en cuartos de final a la serbia Jelena Jankovic por 4-6, 6-0 y 7-5, salvando dos puntos para partido. En semifinales se enfrentó a la estadounidense Serena Williams, número uno del tenis mundial, donde perdió por un 3-6, 0-6.
El 15 de junio ganó el título del torneo de Núremberg al batir en la final a la alemana Andrea Petkovic, por 6-3 y 6-3 en 83 minutos. Con esta victoria Halep, que ocupaba el puesto 58 del mundo, inauguró su palmarés en el circuito WTA. Antes había sido finalista en Bruselas (2012) y en el Torneo de Marruecos (2011 y 2010).

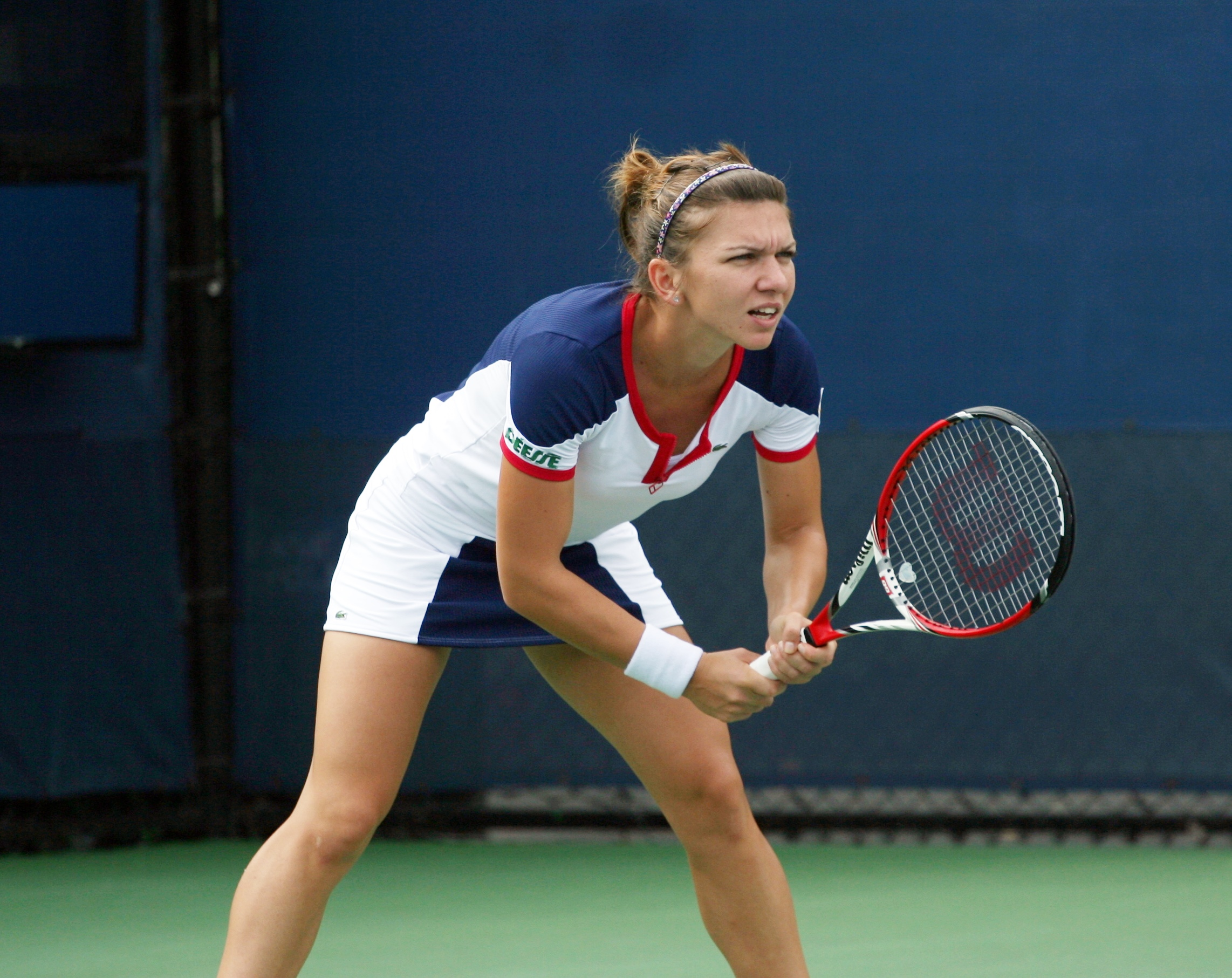
Simona Halep en el Abierto de Estados Unidos 2013.

El 22 de junio conquistó su segundo título consecutivo en dos semanas al derrotar a la belga Kirsten Flipkens por un 6-4, 6-2 en la final del torneo de Bolduque, su primera final en césped, en un partido que se vio interrumpido por la lluvia. Una racha de once victorias consecutivas concluyó en la segunda ronda de Wimbledon, al ser vencida por la china Li Na en tres sets. Pero su racha en torneos aparte de los Grand Slams continuó en Budapest, donde logró ganar su tercer título WTA en el transcurso de un mes.
En agosto volvió a las canchas después de un mes de descanso y alcanzó los cuartos de final del Masters de Cincinnati 2013, venciendo a la flamante campeona de Wimbledon y número siete del ranking Marion Bartoli y a Samantha Stosur. El partido de tres sets contra Bartoli terminaría siendo el último jugado en la carrera de la francesa, que anunció su retiro de las canchas horas después. En los cuartos fue eliminada por Serena Williams 0-6, 4-6.
En la final del torneo de New Haven sumó su cuarto título al ganarle 6-2 y 6-2 a la checa Petra Kvitová, novena del mundo y campeona defensora. Venció también a la cuatro veces campeona y décima del mundo Caroline Wozniacki en las semifinales. Ingresando así a las primeras veinte del ranking de la WTA, por primera vez en su carrera. Con este título se convirtió en la única jugadora en conseguir títulos en todas las superficies en 2013.
En octubre consiguió su quinto título al superar a la australiana Samantha Stosur por un marcador de 7-6(1) y 6-2 tras una hora y cuarenta minutos de juego en el choque que abrió la jornada en la Pista Central del torneo de Moscú. En la rueda de prensa posterior, Halep dijo: "Quiero hacer una buena preparación física para la próxima temporada, tengo que creer más en mi juego, ser más agresiva de lo que soy ahora y mejorar mi servicio".
Halep se impuso de nuevo a Stosur por 2-6, 6-2 y 6-2 para conquistar el título en la final del WTA Tournament of Champions, el sexto de la temporada y de su carrera. Halep culminó la temporada como número once del ranking y con el título de "jugadora mejorada del año" otorgado por la WTA.

### 2014
Gracias a su desempeño en el Abierto de Australia, donde alcanzó los cuartos de final, entró por primera vez a las primeras diez del ranking. Ganó el séptimo y mayor torneo de su carrera al vencer a la alemana Angelique Kerber en la final de Doha (torneo categoría Premier 5).
Gracias a su papel en el torneo de Indian Wells, en el que alcanzó las semifinales, el 17 de marzo, subió al quinto puesto de la clasificación WTA, convirtiéndose así en la jugadora de su país que más alto ha llegado nunca en esta lista. Llegó a la final del Masters de Madrid, donde fue vencida en tres sets por la rusa María Sharápova.
Tras superar en semifinales a la alemana Andrea Petkovic por un marcador de 6-2 y 7-6(4) tras una hora y media de juego en la Philippe Chatrier, Halep accedió a la final del Torneo de Roland Garros 2014, donde se enfrentó de nuevo a Sharápova y fue vencida en tres sets. En julio, Halep accedió por primera vez a las semifinales del Campeonato de Wimbledon, donde fue vencida en sets corridos por la canadiense Eugenie Bouchard. Ganó la primera edición del torneo de Bucarest, en su natal Rumania, en sets corridos ante Roberta Vinci. Fue el octavo de la carrera de Halep y último del año.
En octubre llegó a la final del prestigioso WTA Tournament of Champions, que se llevó a cabo por primera vez en Singapur, en el round-robin venció a Serena Williams por 6-0, 6-2, una de las peores derrotas en la carrera de la estadounidense; Halep venció a Agnieszka Radwanska en las semifinales y perdió en la final en un segundo encuentro ante Serena Williams por 6-3, 6-0. Su mayor posición del ranking ese año fue la segunda, pero terminaría la temporada en la tercera posición.

### 2018

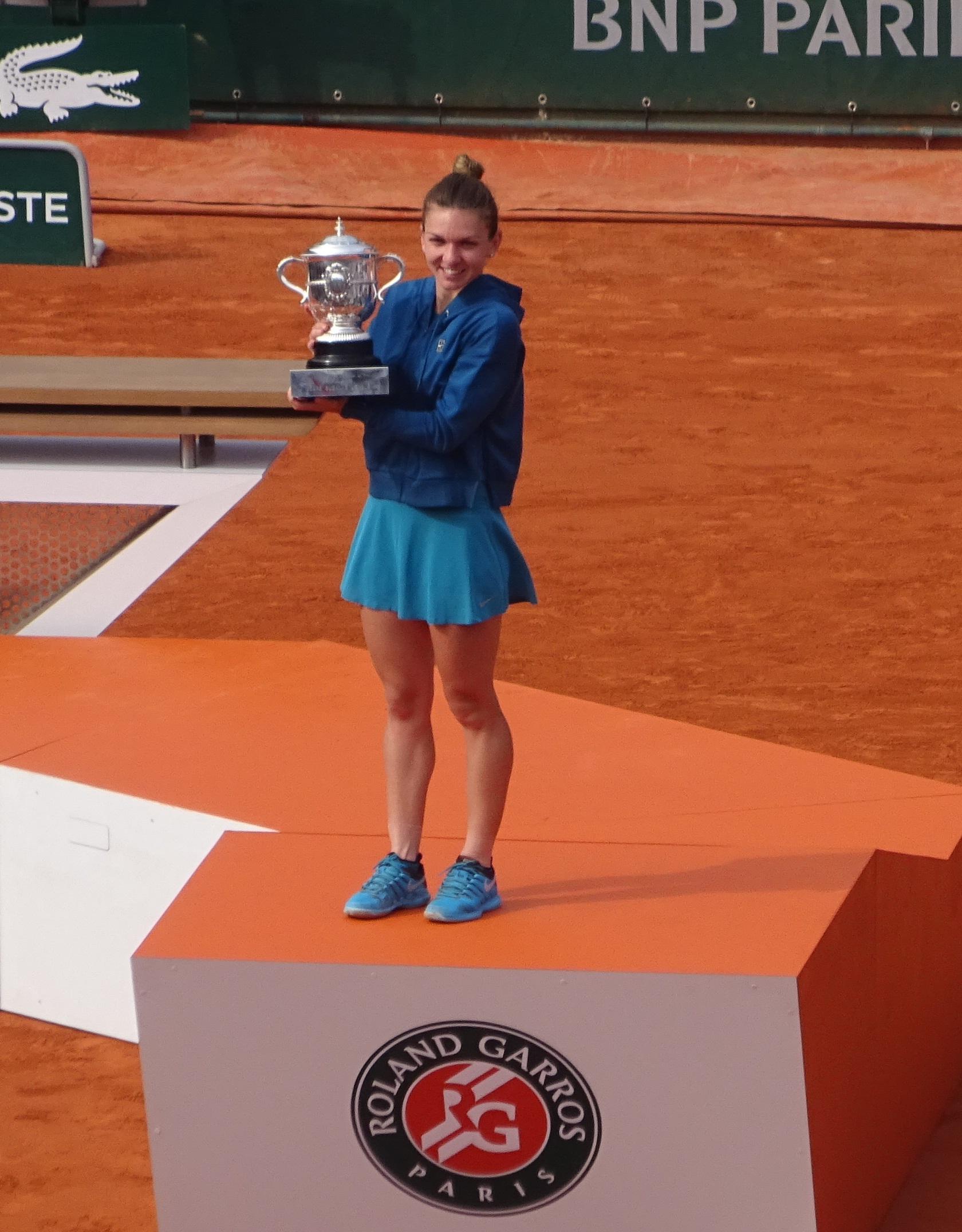
Halep con el trofeo de Roland Garros 2018

Tras haber acabado en la cima la temporada pasada y proclamarse como número 1 del mundo, empieza la temporada en el Shenzhen Open en donde ganaría el torneo. Ganaría a Nicole Gibbs , Duan Yingying, a la bielorrusa Aryna Sabalenka, a su compatriota rumana Irina-Camelia Begu y por último en la final a la tenista checa Kateřina Siniaková. Suma así su 16.º título de su carrera y rompe su racha de perder 4 finales consecutivas.
En Roland Garros, Halep derrotó a Alison Riske, Taylor Townsend, Andrea Petkovic, Elise Mertens, Angelique Kerber, y Garbiñe Muguruza para alcanzar su segunda final consecutiva en París, donde se enfrentó a la décima cabeza de serie y campeona del US Open, Sloane Stephens. En la final del Abierto de Francia 2018, Halep perdió el primer set 3-6, pero ganaría el segundo por 6-4. Luego dominó a Stephens en el tercer set, ganando 6-1 para asegurar su primer título de Grand Slam después de tres apariciones finales previas, incluidas dos en Roland Garros.
El único torneo de hierba que jugó Halep ese año fue Wimbledon, donde fue derrotada por la n.º 48 del mundo Su-Wei Hsieh. Teniendo más fortuna en el circuito de canchas duras, llegando a la final tanto en el Abierto de Canadá como en el Abierto de Cincinnati. Ganó en Canadá contra Sloane Stephens en tres sets, en una revancha de la final del Abierto de Francia del año anterior. Sin embargo, terminaría perdiendo sus últimos tres partidos del año, incluido su primer partido en el Abierto de Estados Unidos contra la n.º 44 Kaia Kanepi. Terminó su temporada a finales de septiembre después de lidiar con una lesión en el tendón de Aquiles y luego una lesión en la espalda. 

### 2019
Halep se recuperó de su lesión en la espalda a tiempo para el inicio de la temporada 2019. Perdió su primer partido en el Torneo de Sídney ante la finalista Ashleigh Barty. Frente a un cuadro complicado en el Abierto de Australia, perdió en la cuarta ronda ante Serena Williams; con este resultado también perdió el puesto número 1. Halep terminó subcampeona detrás de Elise Mertens en su siguiente torneo, el [Torneo de Catar. Hizo otra semifinal en cancha dura en el Abierto de Miami. El mejor resultado de Halep sobre tierra batida fue otra final en el Masters de Madrid, donde perdió ante Kiki Bertens. Por primera vez en tres años, no llegó a la final de Roland Garros, perdiendo en los cuartos de final ante Amanda Anisimova. Como resultado, Halep cayó al número 8 en la clasificación.
Ese año jugó torneos preparatorios en hierba, perdiendo en los cuartos de final del Torneo de Eastbourne ante Kerber. En Wimbledon, Halep llegó a la final como séptima cabeza de serie, perdiendo solo un set en la segunda ronda contra su compatriota Mihaela Buzărnescu. No se enfrentó a una cabeza de serie hasta que derrotó a Elina Svitolina en las semifinales. Halep llegó a la final contra Serena Williams, a la que había ganado solo un partido contra ella en diez encuentros. No obstante, ganó el campeonato fácilmente en menos de una hora, perdiendo solo dos juegos en cada set y cometiendo solo 3 errores no forzados en todo el partido, la menor cantidad jamás registrada en una final de Grand Slam. Se convirtió en la primera rumana en ganar un título individual de Wimbledon y volvió a ascender al número 4 del mundo.
Después de Wimbledon, Halep solo jugó los dos Torneos WTA Premier antes del Abierto de Estados Unidos, se retiró en los cuartos de final del Abierto de Canadá y perdió en la tercera ronda del Abierto de Cincinnati ante Madison Keys. Aunque ganó su partido de primera ronda en el US Open por primera vez en tres años, perdió en segunda ronda ante Taylor Townsend. 
Halep cerró su temporada en las Finales de la WTA, donde se reunió con el entrenador Darren Cahill. Después de abrir con una victoria sobre la N.º 4 Bianca Andreescu, no avanzó fuera de su grupo de todos contra todos después de perder ante Elina Svitolina y Karolína Plíšková. Terminó la temporada en el número 4 del mundo.

### 2020-21: tres títulos de la WTA, lesión y fuera del top 10
Halep comenzó el WTA Tour 2020 en Adelaida, donde derrotó Ajla Tomljanovic, pero perdió en cuartos de final ante Aryna Sabalenka. En el Abierto de Australia llegó a las semifinales, donde perdió ante Garbiñe Muguruza, después de haber derrotado a Jennifer Brady, Harriet Dart, Yulia Putintseva, Elise Mertens, y Anett Kontaveit.
Halep ganó su título número 20 de la WTA en Dubái, derrotando a Ons Jabeur, Aryna Sabalenka y Jennifer Brady, antes de derrotar a Elena Rybakina en una ajustada muerte súbita, en el tercer set de la final.
En agosto, ganó su título número 21 de la WTA, en el Abierto de Praga , donde derrotó a Elise Mertens en la final. En Roland Garros era la gran favorita y ganó sus primeros tres partidos en sets seguidos, hasta que perdió ante la eventual campeona Iga Świątek en la cuarta ronda. Su título número 22 de la WTPA lo logró en septiembre, cuando venció a Karolína Plíšková en la final del Abierto de Italia.
Halep comenzó 2021 en Gippsland , donde fue derrotada en cuartos de final por Ekaterina Alexandrova. En el Abierto de Australia también alcanzó los cuartos de final, donde perdió ante Serena Williams.
En el Abierto de Miami, derrotó a Caroline García, pero luego se retiró debido a una lesión en el hombro derecho.
En abril, en Stuttgart, derrotó a Markéta Vondroušová y Ekaterina Alexandrova, pero perdió ante Aryna Sabalenka en las semifinales.
En el Masters de Madrid , venció a Sara Sorribes, en la primera ronda y a Zheng Saisai en la segunda, pero finalmente perdería ante Elise Mertens en tercera. En el Masters de Roma se retiró durante su partido con Kerber después de desgarrarse un músculo en la pantorrilla izquierda. Al no haberse recuperado a tiempo de su lesión en la pantorrilla, Halep se retiró de Roland Garros de ese año, así como de Wimbledon. Como resultado de no defender sus puntos de Wimbledon de 2019, su clasificación cayó al puesto 13, dejándola fuera de la lista Top 10 por primera vez desde enero de 2014 y poniendo fin a una racha de 373 semanas seguidas en el Top 10.
Halep volvió a jugar, en agosto, en Masters de Canadá. Perdió en segunda ronda donde Danielle Collins en tres sets. En el Masters de Cincinnati ganó su primer partido desde su lesión en la pantorrilla contra Magda Linette en la primera ronda. Sin embargo, Halep se retiró de su partido de segunda ronda por una lesión en el aductor derecho.
Halep finalmente volvió a la acción en un Grand Slam al derrotar a Camila Giorgi en dos sets en la primera ronda del Abierto de Estados Unidos 2021. Después derrotó a Kristína Kučová y Elena Rybakina en las siguientes dos rondas para llegar a los octavos de final por cuarta vez en su carrera. Sin embargo, no logró llegar a los cuartos de final del US Open 2021 después de una derrota en dos sets contra Elina Svitolina. 
Terminó la temporada 2021 en el puesto 20; anteriormente había terminado cada año a partir de 2014 entre los 5 primeros.

### 2022
Halep comenzó su temporada 2022 en Australia, donde ganó su título WTA número 23 en el Torneo WTA de Melbourne I 2022, derrotando en la final a Veronika Kudermetova.
En el Abierto de Australia derrotó a Magdalena Fręch, Beatriz Haddad Maia y Danka Kovinić en dos sets, pero perdió en la cuarta ronda en tres sets ante Alizé Cornet.
En el Torneo de Dubái derrotó a Alison Riske, Elena-Gabriela Ruse y Ons Jabeur en dos sets, pero perdió en la semifinal ante Jeļena Ostapenko en tres sets. En Catar perdió en la primera ronda ante Caroline García en dos sets.
En Indian Wells derrotó a Ekaterina Alexandrova, Coco Gauff, Sorana Cîrstea y Petra Martić, pero perdió en la semifinal ante Iga Świątek. Tras ese torneo, Halep anunció a Patrick Mouratoglou como su entrenador de tiempo completo.
En Madrid derrotó a Zhang Shuai, Paula Badosa y Coco Gauff, pero perdió en cuartos de final ante Ons Jabeur.

#### Caso de dopaje y suspensión
En un examen de rutina antidopaje por los oficiales de la Unidad de Integridad del Tenis, practicado a ella el 21 de octubre del 2022, dio positivo por dopaje por haber consumido una sustancia Roxadustat.
El 12 de septiembre de 2023, se confirmó la suspensión de Halep con una prohibición de jugar tenis durante cuatro años, lo que significa que podrá volver a competir el 7 de octubre de 2026.
El 7, 8 y 9 de febrero, Halep lleva su caso ante el TAS y el TAS le reduce la sanción de 4 años a 9 meses. 

### 2024: vuelta al circuito y lesiones
En marzo Halep vuelve a competir en el Masters de Miami donde pierde en primera ronda 6-1, 4-6, 3-6 contra Paula Badosa. En mayo disputa el WTA 125K de París donde se tiene que retirar por lesión. No vuelve a competir hasta octubre donde pierde en primera ronda del Torneo de Hong Kong.

### 2025: retirada del tenis profesional
En el mes de febrero disputa su primer Torneo de Cluj-Napoca, su primero en la temporada. En el cuadro de dobles juega junto a su compatriota Ana Bogdan perdiendo en octavos de final.
El 4 de febrero disputa su partido de individuales ante Lucia Bronzetti perdiendo 1-6, 1-6. En la entrevista a pie de pista Halep anuncia su retirada del tenis profesional y que ese sería su último torneo.

## Vida personal

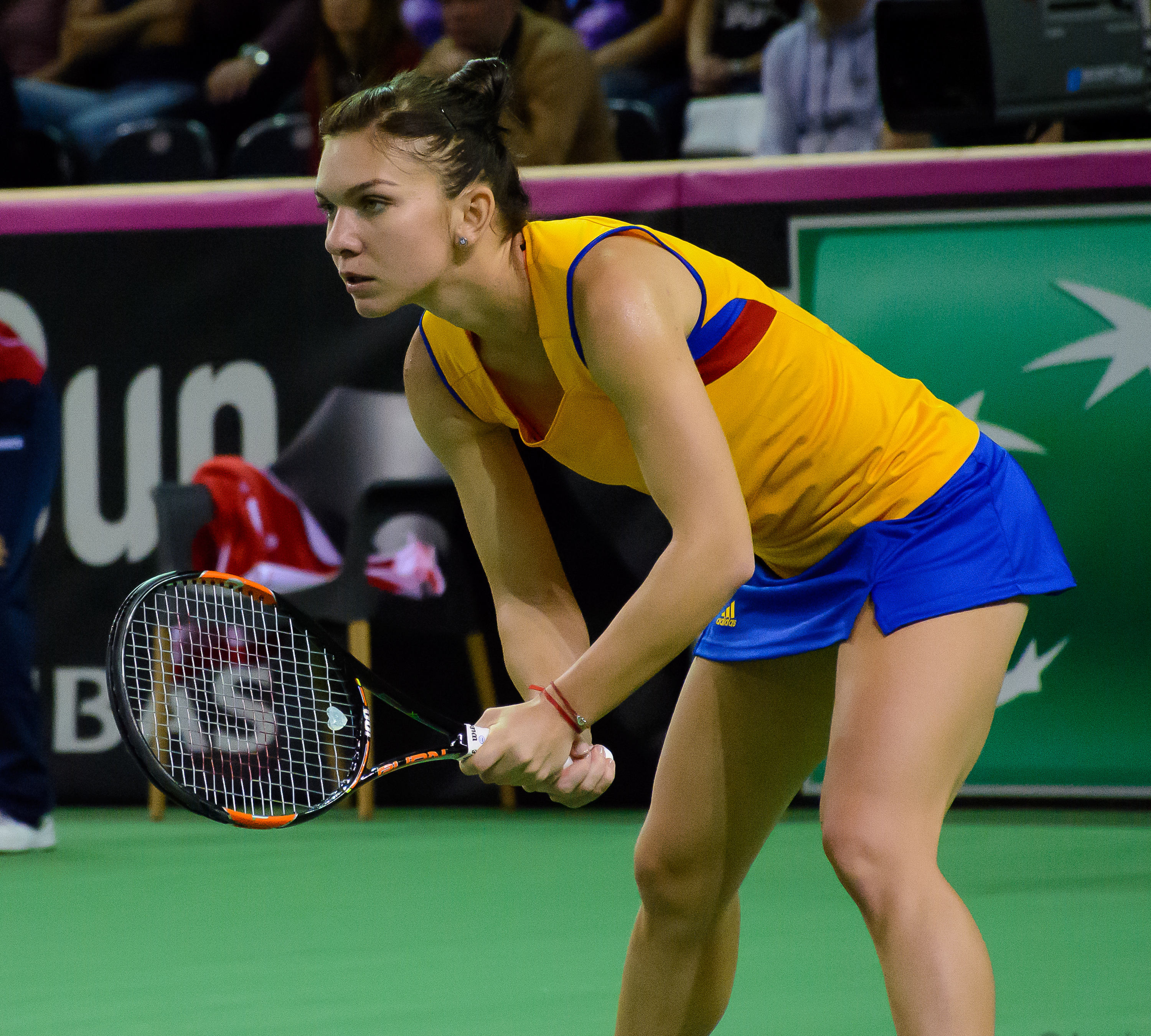
Halep jugando para Rumania

Desde finales de 2019 tiene una relación con el empresario rumano Toni Iuruc. El 15 de septiembre de 2021 contrajeron matrimonio en una boda intima, pero por sus compromisos personales y profesionales, surgieron en ellos conflictos, el 6 de septiembre del 2022, anunciaron su separación definitiva, tras casi 1 año de matrimonio.

## Títulos de Grand Slam

### Individual

#### Campeona (2)
| Año  | Campeonato    | Oponente en la final | Resultado     |
| 2018 | Roland Garros | Sloane Stephens      | 3-6, 6-4, 6-1 |
| 2019 | Wimbledon     | Serena Williams      | 6-2, 6-2      |

#### Subcampeona (3)
| Año  | Campeonato           | Oponente en la final | Resultado        |
| 2014 | Roland Garros        | María Sharápova      | 4-6, 7-6(5), 4-6 |
| 2017 | Roland Garros        | Jeļena Ostapenko     | 6-4, 4-6, 3-6    |
| 2018 | Abierto de Australia | Caroline Wozniacki   | 6-7(2), 6-3, 4-6 |

## Títulos WTA (25; 24+1)

### Individual (24)
| Leyenda                                |
| Grand Slam (2)                         |
| Juegos Olímpicos (0)                   |
| WTA Finals (0)                         |
| WTA Elite Trophy (1)                   |
| P. Mandatory & Premier 5, WTA 1000 (9) |
| Premier, WTA 500 (3)                   |
| International, WTA 250 (9)             |

| N.º | Fecha                    | Torneo                  | Superficie    | Oponente en la final | Resultado        |
| 1.  | 15 de junio de 2013      | Núremberg               | Tierra batida | Andrea Petković      | 6-3, 6-3         |
| 2.  | 22 de junio de 2013      | 's-Hertogenbosch        | Hierba        | Kirsten Flipkens     | 6-4, 6-2         |
| 3.  | 14 de julio de 2013      | Budapest                | Tierra batida | Yvonne Meusburger    | 6-3, 6-7(7), 6-1 |
| 4.  | 24 de agosto de 2013     | New Haven               | Dura          | Petra Kvitová        | 6-2, 6-2         |
| 5.  | 20 de octubre de 2013    | Moscú                   | Dura (i)      | Samantha Stosur      | 7-6(1), 6-2      |
| 6.  | 3 de noviembre de 2013   | Tournament of Champions | Dura (i)      | Samantha Stosur      | 2-6, 6-2, 6-2    |
| 7.  | 16 de febrero de 2014    | Doha                    | Dura          | Angelique Kerber     | 6-2, 6-3         |
| 8.  | 13 de julio de 2014      | Bucarest                | Tierra batida | Roberta Vinci        | 6-1, 6-3         |
| 9.  | 10 de enero de 2015      | Shenzhen                | Dura          | Timea Bacsinszky     | 6-2, 6-2         |
| 10. | 21 de febrero de 2015    | Dubái                   | Dura          | Karolína Plíšková    | 6-4, 7-6(4)      |
| 11. | 22 de marzo de 2015      | Indian Wells            | Dura          | Jelena Janković      | 2-6, 7-5, 6-4    |
| 12. | 7 de mayo de 2016        | Madrid                  | Tierra batida | Dominika Cibulková   | 6-2, 6-4         |
| 13. | 17 de julio de 2016      | Bucarest                | Tierra batida | Anastasija Sevastova | 6-0, 6-0         |
| 14. | 31 de julio de 2016      | Montreal                | Dura          | Madison Keys         | 7-6(2), 6-3      |
| 15. | 13 de mayo de 2017       | Madrid                  | Tierra batida | Kristina Mladenovic  | 7-5, 6-7(5), 6-2 |
| 16. | 6 de enero de 2018       | Shenzhen                | Dura          | Kateřina Siniaková   | 6-1, 2-6, 6-0    |
| 17. | 9 de junio de 2018       | Roland Garros           | Tierra batida | Sloane Stephens      | 3-6, 6-4, 6-1    |
| 18. | 12 de agosto de 2018     | Montreal                | Dura          | Sloane Stephens      | 7-6(6), 3-6, 6-4 |
| 19. | 13 de julio de 2019      | Wimbledon               | Hierba        | Serena Williams      | 6-2, 6-2         |
| 20. | 22 de febrero de 2020    | Dubái                   | Dura          | Elena Rybakina       | 3-6, 6-3, 7-6(5) |
| 21. | 16 de agosto de 2020     | Praga                   | Tierra batida | Elise Mertens        | 6-2, 7-5         |
| 22. | 21 de septiembre de 2020 | Roma                    | Tierra batida | Karolína Plíšková    | 6-0, 2-1, ret.   |
| 23. | 9 de enero de 2022       | Melbourne I             | Dura          | Veronika Kudermétova | 6-2, 6-3         |
| 24. | 14 de agosto de 2022     | Toronto                 | Dura          | Beatriz Haddad Maia  | 6-3, 2-6, 6-3    |

#### Finalista (18)
| N.º | Fecha                 | Torneo               | Superficie    | Oponente en la final | Resultado                 |
| 1.  | 1 de mayo de 2010     | Fes                  | Tierra batida | Iveta Benešová       | 4-6, 2-6                  |
| 2.  | 24 de abril de 2011   | Fes                  | Tierra batida | Alberta Brianti      | 4-6, 3-6                  |
| 3.  | 27 de mayo de 2012    | Bruselas             | Tierra batida | Agnieszka Radwańska  | 5-7, 0-6                  |
| 4.  | 11 de mayo de 2014    | Madrid               | Tierra batida | María Sharápova      | 6-1, 2-6, 3-6             |
| 5.  | 7 de junio de 2014    | Roland Garros        | Tierra batida | María Sharápova      | 4-6, 7-6(5), 4-6          |
| 6.  | 26 de octubre de 2014 | WTA Finals           | Dura (i)      | Serena Williams      | 3-6, 0-6                  |
| 7.  | 16 de agosto de 2015  | Toronto              | Dura          | Belinda Bencic       | 6-7(5), 7-6(4), 0-3, ret. |
| 8.  | 23 de agosto de 2015  | Cincinnati           | Dura          | Serena Williams      | 3-6, 6-7(5)               |
| 9.  | 21 de mayo de 2017    | Roma                 | Tierra batida | Elina Svitólina      | 6-4, 5-7, 1-6             |
| 10. | 10 de junio de 2017   | Roland Garros        | Tierra batida | Jeļena Ostapenko     | 6-4, 4-6, 3-6             |
| 11. | 20 de agosto de 2017  | Cincinnati           | Dura          | Garbiñe Muguruza     | 1-6, 0-6                  |
| 12. | 8 de octubre de 2017  | Pekín                | Dura          | Caroline Garcia      | 4-6, 6-7(3)               |
| 13. | 27 de enero de 2018   | Abierto de Australia | Dura          | Caroline Wozniacki   | 6-7(2), 6-3, 4-6          |
| 14. | 20 de mayo de 2018    | Roma                 | Tierra batida | Elina Svitólina      | 0-6, 4-6                  |
| 15. | 19 de agosto de 2018  | Cincinnati           | Dura          | Kiki Bertens         | 6-2, 6-7(6), 2-6          |
| 16. | 16 de febrero de 2019 | Doha                 | Dura          | Elise Mertens        | 6-3, 4-6, 3-6             |
| 17. | 11 de mayo de 2019    | Madrid               | Tierra batida | Kiki Bertens         | 4-6, 4-6                  |
| 18. | 31 de octubre de 2021 | Cluj-Napoca II       | Dura (i)      | Anett Kontaveit      | 2-6, 3-6                  |

### Dobles (1)
| Leyenda                                |
| Grand Slam (0)                         |
| Juegos Olímpicos (0)                   |
| WTA Tour Championships (0)             |
| WTA Elite Trophy (0)                   |
| P. Mandatory & Premier 5, WTA 1000 (0) |
| Premier, WTA 500 (0)                   |
| International, WTA 250 (1)             |

| N.º | Fecha              | Torneo   | Superficie | Pareja             | Oponentes en la final                 | Resultado        |
| --- | ------------------ | -------- | ---------- | ------------------ | ------------------------------------- | ---------------- |
| 1.  | 6 de enero de 2018 | Shenzhen | Dura       | Irina-Camelia Begu | Barbora Krejčíková Kateřina Siniaková | 1-6, 6-1, [10-8] |

#### Finalista (1)
| N.º | Fecha               | Torneo   | Superficie | Pareja           | Oponentes en la final              | Resultado   |
| --- | ------------------- | -------- | ---------- | ---------------- | ---------------------------------- | ----------- |
| 1.  | 31 de julio de 2016 | Montreal | Dura       | Monica Niculescu | Yekaterina Makárova Yelena Vesniná | 3-6, 6-7(5) |

## Clasificación en Torneos WTA
| Torneo                    | 2009         | 2010         | 2011         | 2012         | 2013         | 2014         | 2015         | 2016    | 2017         | 2018         | 2019         | 2020         | 2021    | 2022    | G–P   |
| ------------------------- | ------------ | ------------ | ------------ | ------------ | ------------ | ------------ | ------------ | ------- | ------------ | ------------ | ------------ | ------------ | ------- | ------- | ----- |
| Torneos Grand Slam        |              |              |              |              |              |              |              |         |              |              |              |              |         |         |       |
| Abierto de Australia      | A            | C1           | 3R           | 1R           | 1R           | CF           | CF           | 1R      | 1R           | F            | 4R           | SF           | 4R      | 4R      | 13–8  |
| Roland Garros             | C2           | 1R           | 2R           | 1R           | 1R           | F            | 2R           | 4R      | F            | 'G'          | CF           | 4R           | A       |         | 28-9  |
| Wimbledon                 | A            | C1           | 2R           | 1R           | 2R           | SF           | 1R           | CF      | CF           | 3R           | 'G'          | A            | A       |         | 24–8  |
| Abierto de EE. UU.        | A            | 1R           | 2R           | 2R           | 4R           | 3R           | SF           | CF      | 1R           | 1R           | 2R           | A            | 4R      |         | 16–8  |
| Ganados–Perdidos          | 0–0          | 0–2          | 5–4          | 1–4          | 4–4          | 17–4         | 10–4         | 11–4    | 10–3         | 15–3         | 8-2          | 7-2          |         |         | 73–33 |
| WTA Finals                |              |              |              |              |              |              |              |         |              |              |              |              |         |         |       |
| WTA Finals                | A            | A            | A            | A            | A            | F            | RR           | RR      | RR           | A            |              |              |         |         | 6–8   |
| Ganados–Perdidos          | 0–0          | 0–0          | 0–0          | 0–0          | 0–0          | 3–2          | 1–2          | 1–2     | 1–2          | 0–0          |              |              |         |         | 6–8   |
| Juegos Olímpicos          |              |              |              |              |              |              |              |         |              |              |              |              |         |         |       |
| Juegos Olímpicos          | No Celebrado | No Celebrado | No Celebrado | 1R           | No Celebrado | No Celebrado | No Celebrado | A       | No Celebrado | No Celebrado | No Celebrado | No Celebrado |         | NC      | 0–1   |
| Torneos Premier Mandatory |              |              |              |              |              |              |              |         |              |              |              |              |         |         |       |
| Indian Wells              | A            | A            | 2R           | 3R           | 2R           | SF           | 'G'          | CF      | 3R           | SF           | 4R           |              |         |         | 24–8  |
| Miami                     | A            | A            | 2R           | 3R           | 3R           | A            | SF           | SF      | CF           | 3R           | SF           |              |         |         | 20-8  |
| Madrid                    | A            | Q1           | 1R           | 1R           | 1R           | F            | 1R           | G       | G            | CF           | F            |              |         |         | 24-7  |
| Pekín                     | A            | A            | A            | 1R           | 1R           | CF           | 1R           | 3R      | F            | 1R           |              |              |         |         | 9–7   |
| Ganados–Perdidos          | 0–0          | 0–0          | 2–3          | 4–4          | 3–4          | 12–2         | 9–3          | 13–3    | 15–3         |              |              |              |         |         | 58–22 |
| Torneos Premier 5         |              |              |              |              |              |              |              |         |              |              |              |              |         |         |       |
| Doha1 / Dubái2            | A            | A            | A            | 3R1          | 2R1          | 'G'1         | 'G'2         | 2R1     | A2           | CF           | CF           |              |         |         | 18–5  |
| Roma                      | A            | A            | C1           | 1R           | SF           | 3R           | SF           | 2R      | F            | F            | 2R           |              |         |         | 15–8  |
| Canadá                    | A            | C3           | 2R           | 2R           | A            | A            | F            | G       | SF           | G            |              |              |         |         | 19–4  |
| Cincinnati                | A            | C2           | A            | 1R           | CF           | CF           | F            | SF      | F            | F            |              |              |         |         | 20–7  |
| Tokio                     | A            | C2           | A            | 2R           | 3R           | Premier      | Premier      | Premier | Premier      | Premier      | Premier      | Premier      | Premier | Premier | 3–2   |
| Wuhan                     | No disputado | No disputado | No disputado | No disputado | No disputado | 2R           | 3R           | SF      | 2R           | 2R           |              |              |         |         | 7–7   |
| Ganados–Perdidos          | 0–0          | 0–0          | 1–1          | 4–5          | 10–4         | 8–2          | 17–4         | 11–4    | 11–4         | 11–4         |              |              |         |         | 62–24 |

1 Significa los torneos disputados en Doha.
2 Significa los torneos disputados en Dubái.